# Неявне знання
Неявне знання (протилежне від формального, кодифікованого або явного знання) є видом знань, які складно передати іншій особі шляхом написання його або вербалізації. Наприклад, Лондон знаходиться у Великій Британії, є частиною явного знання, які можуть бути записані, передані та зрозумілі одержувачеві. Тим не менш, здатність говорити мовою, місити тісто, грати на музичному інструменті або розробляти і використовувати складне устаткування вимагає наявності всіх видів знань, які не завжди відомі явно, навіть для експертів-практиків, і які важко або неможливо явно передавати іншим користувачам.
У той час як неявне знання, здається, простим, воно має далекосяжні наслідки, і часто не розуміється.

## Визначення
Термін «неявне знання» було вперше введено у філософію Майкла Поланьї у 1958 році в його «опус магнум» «особистих знань». Він хвацько резюмує цю ідею в своїй наступній роботі «Неявне Знання» з твердженням, що «ми можемо знати більше, ніж ми можемо сказати.». Він стверджує, що є знання, які не можуть бути адекватно сформульовані словесними засобами, але також, що всі знання йдуть коріннями з неявних знань в сильному сенсі цього терміна.
З неявним знанням, люди часто не знають якими знаннями вони володіють, або, яким цінним воно може бути для інших. Ефективна передача неявних знань в цілому вимагає великого особистого контакту з ними, регулярна взаємодія і віра. Цей вид знання може бути виявлений тільки через практику в конкретному контексті і переданий через соціальні мережі. У якійсь мірі це «захоплює», коли власник знання приєднується до мережі або товариства практиків.
Деякі приклади повсякденної діяльності та неявних знань є: їзда на велосипеді, гра на піаніно, за кермом автомобіля і забивання цвяхів молотком.
Формальне знання про те, як їздити на велосипеді полягає в тому щоб балансувати, якщо велосипед падає зліва потрібно рулити вліво. Щоб звернути вправо, велосипедист спочатку потрібно повернути вправо, а потім, коли велосипед почне завалюватися — направити його вправо. Ви знаєте, явно, що поворот руля або рульового колеса змінює напрямок велосипеда або автомобіля, але ви не можете одночасно зосередитися на цьому і в той же час зорієнтуватися на русі.
Крім того, ви, маєте знати, як тримати ручку молотка, але ви не можете одночасно зосередитися на ручці і вдарити цвях правильно молотком. Майстер піаніст може блискуче виконувати композиції, але якщо він починає концентруватися на пальцях рук, а не на музиці, він не буде в змозі грати як майстер. Явні знання не допоможуть в їзді на велосипеді, не допоможуть у виконанні задач.
Неявним знанням не легко ділитися. Хоча це те, що використовується всіма людьми, це не обов'язково має бути легко сформульовано. Воно складається з переконань, ідеалів, цінностей, схем і ментальних моделей, які глибоко вкоренилися в нас, і які ми часто сприймаємо як належне. Як би важко воно не сформулювалось, ці неявні знання формують наше сприймання світу.
В області управління знаннями, концепція неявного знання відноситься до знань, якими володіє тільки індивід і важко передавати цю інформацію іншими за допомогою слів і символів. Таким чином, людина може освоїти неявні знання без мови. Учні, наприклад, працюють зі своїми наставниками і вчаться майстерності НЕ через мову, а через спостереження, імітацію, і практику.
Ключ до придбання неявних знань — досвід. Без будь-якої форми обміну досвідом буде дуже важко поділитися один з одним своїм процесом мислення.
Неявне знання було описано як «ноу-хау» — як протилежність до «ноу-що» (факти). Щоб зрозуміти цю відмінність, пропонують звернутися до роботи Гільберта Райла, переданої до арістотелівського товариства в Лондоні в 1945 році. У цій статті Райл виступає проти «інтелектуального» положення, яке полягає в тому, що всі знання є знаннями положень («ноу-що»), і погляд, що деякі знання можуть бути визначені тільки як «ноу-хау» стали називати «анти-інтелектуальним». Є ще відмінності: «ноу-чому» (наука), або «ноу-хто» (мережі). Неявне знання включає в себе навчання і навички, але не таким чином, яким можна записати. На цей рахунок, «ноу-хау» або, як їх ще називають, традиційні знання є характеристикою експерта, який діє, робить судження, і так далі, явно не відбивається на принципах або правилах пов'язаних з цим. Експерт працює без теорії його роботи; він (вона) просто вміло, без обговорення або сфокусованої уваги виконує цю роботу. Традиційні знання являють собою вивчені можливості нервової та ендокринної систем людського організму.
Неявне знання проти явного: Хоча можливо розділяти концептуально явні і неявні знання, вони не є окремими, дискретними на практиці. Взаємодія між цими двома різновидами знання, є суттєво важливим для створення нових знань.
Відповідний пункт в області «неявного знання», є те, що в багатьох випадках, незважаючи на існування системи індексації бібліотеки і пошукової системи, конкретні знання можуть бути не очевидними, якщо одне вже має розуміння.

## Відмінності з явним знанням
Неявне знання можна відрізнити від явного в трьох основних сферах:
- Кодифікація і механізм передачі знань: в той час як явне знання може бути кодифіковане (прикладом слугує: «можливість записати його» або «вставити його в слова» або «намалювати»), і легко передане без знання суб'єкта, неявне знання є інтуїтивно зрозумілим і невиразним знанням, яке не може бути переданим, зрозумілим або використовуваним без «знання суб'єкта». На відміну від передачі явного знання, передача неявних знань вимагає тісної взаємодії і нарощування загального розуміння і довіри між ними.

- Основні методи збору та накопичення:  Явні знання можуть бути отримані через логічний висновок і придбані через практичний досвід у відповідному контексті. На відміну від цього, неявні знання можуть бути придбані тільки через практичний досвід у відповідному контексті.

- Потенціал агрегації і режимів присвоєння: Явні знання можуть бути об'єднані в одному місці, зберігатися в об'єктивних формах і виділятися без знання суб'єкта. Неявне знання, на контрасті, є персонально-контекстним. Воно є розподільним, і не може бути легко об'єднаним. Реалізація його повного потенціалу вимагає тісної участі та співпраці зі знанням суб'єкта.

Процес трансформації неявних знань в явні чи специфіковані знання, відомий, як кодифікація, артикуляція, або специфікація. Аспекти неявних знань: не можуть бути кодифіковані, але може бути передані тільки за допомогою навчання або через особистий досвід. Існує думка про відмінності, де вважається, що всі знання висловлювань («ноу-це»), в кінцевому рахунку зводиться до практичних знань («ноу-хау»).

## Моделі передачі
Головна практика технологічного розвитку є кодифікація неявного знання в явних програмованих операціях, так що процеси, що раніше потребували кваліфікованих співробітників, можуть бути автоматизовані для більшої ефективності та узгодженості з меншими грошовими витратами. Така кодифікація передбачає механічно відтворювати продуктивність осіб, які володіють відповідним неявним знання; однак, здатність кваліфікованого фахівця, щоб адаптуватися до непередбачених обставин, заснованих на неявному «відчутті» ситуації часто втрачається. Технічні засоби потрібні щоб спробувати замінити методи грубої сили, спекулюючи на обчислювальній потужності системи, такі, як ті, що дозволяють суперкомп'ютеру, запрограмованому на «грі» в шахи проти гросмейстера, в якого неявне знання гри широке і глибоке.
Конфлікти продемонстровані в попередніх двох пунктах, відображені в моделі Икужиро Нонака в створені організаційного знання, в якому він пропонує, що неявне знання може бути перетворене в явне. У цій моделі неявне знання представлено по-різному як не-кодифіковане («аспекти неявних знань є ті, які не можуть бути кодифікованими») і кодифіковане («перетворення неявного знання в явне відомо як кодифікація»). Ця двозначність є основою в літературі з управління знаннями.
Вид Нонака може бути протиставлено з оригінальним видом Поланьї «неявного знання.» Поланьї вважав, що в той час як декларативне знання може бути необхідним для набуття навичок, то немає необхідності для використання цих навичок, як тільки початківець стає експертом. І справді, це, здається, той випадок, де Поланьї стверджував, що коли ми здобуваємо вміння, ми отримуємо відповідне розуміння того, що не піддається артикуляції.

## Приклади
- Один з найбільш переконливих прикладів неявного знання — розпізнавання обличчя. «Ми знаємо обличчя людини і можемо впізнати його з тисячі, навіть з мільйону. Тим не менш, ми, як правило, не можемо сказати, як ми впізнаємо обличчя, ми знаємо його і все, тому більшість не може висловити це словами.» Коли ви бачите обличчя, ви не усвідомлюєте ваші знання індивідуальних особливостей людини (очей, носа, рота), але ви бачите, і здатні визнати особу в цілому.

- Інший приклад неявного знання — це поняття самої мови — не можливо вивчити мову, якщо просто вивчити правила граматики — носії мови можуть передати тобі її в молодому віці, майже повністю знаючи про формальну граматику, якої вони можуть навчити пізніше. Інші приклади, як їздити на велосипеді, як добре зробити бандаж, або знати, як відчуває старший хірург чи готовий інтерн, щоб дізнатися тонкощі операції; цьому можна навчитися тільки через особистий досвід.

- Коллінз показав[13], що західні лабораторії довго мали труднощі в успішному відтворені експерименту (в даному випадку, вимірювання якості, Q, фактори сапфіра), який команда на чолі з Володимиром Брагінським в Московському державному університеті проводили протягом двадцяти років. Західні вчені стали підозрювати російські результати і це було тільки тоді, коли російські та західні вчені провели вимірювання спільно, після — довіра була відновлена. Коллінз стверджує, що відвідування лабораторій розширить можливості для передачі неявних знань.

- Іншим прикладом є процес «Сталь Бессемера» — Бессемер продав патент на свій складний процес виплавки сталі і подав до суду на покупців, які не могли надати процесу життя. Зрештою Бессемер створив свою власну компанію з виготовлення сталі, тому що він знав, як це зробити, навіть якщо він не може передати цю технологію словесно своїм патентнии користувачам. Компанія BESSEMER стала одним з найбільших у світі змінивши обличчя виготовлення сталі.[14]

- Коли Мацухіто почали розвивати свою автоматичну домашню хліборобку в 1985 році, то однією з перших проблем було механізувати процес — місити тісто — процес, який переймає пекар багатьма роками практики, щоб удосконалювати його. Щоб дізнатися це неявне знання, член команди розробників програмного забезпечення, Ікуко Танака вирішила добровільно випробувати себе у ролі учениці у головний пекаря в Osaka International Hotel, який вважався найкращим хліборобом району. Після періоду імітації та практики, в один прекрасний день вона зазначила, що пекар не тільки розтягує, але й скручує тісто в певному виді («скручування стрейчем»), це і був його секрет для приготування смачного хлібу. Команда будинку Мацухіто мала разом одинадцять членів, з абсолютно різних спеціальностей і культур: планування продукту, машинобудування, системи управління та розробки програмного забезпечення. «Скручування стрейчем» нарешті матеріалізувалася в прототипі, після року ітераційного експериментування інженерами і членами команди, що працюють в тісній співпраці, об'єднуючи їх явні знання. Наприклад, інженери додали ребра на внутрішній стороні корпусу для отримання кращого тіста та щоб в міру його місило. Інший член групи запропонував метод (пізніше запатентований), щоб додавати дріжджі на більш пізній стадії приготування і тим самим запобігти надмірної ферментації дріжджів при високих температурах.[15]

## Управління знаннями
Управління знаннями є динамічним процессом створення нових знань, виявлення джерел нових знань і процесів індукції і розподілу знань. Ідентифікація неявних джерел знань і створення знань з неявного до неявного знання, а також з неявного до явного знання є основоположними для цього процесу.
За Парсаєм, є три основні підходи до отримання неявного знання від груп і окремих осіб:
- Опитування експертів[18].

- Навчання проговорюванням.

- Навчання спостереженням.

Опитування експертів може бути зроблено у вигляді структурованого опитування або записів організаційної історії. Структуровані інтерв'ювання експертів в даній темі, є найбільш широко використовуваним методом для отримання шуканого неявного знання. Приклад структурованого інтерв'ю буде вихід інтерв'ю. Навчання говорінням може бути зроблено шляхом опитування або аналізу завдань. У кожному разі, експерт вчить початківця процесам завдання. Аналіз завдання — це процес визначення фактичної задачі або політики, подрібнюючи її і аналізуючи те, що повинно бути зроблено, щоб виконати поставлене завдання. Навчання спостереженням може бути зроблено шляхом надання експерту проблемного зразка, сценарію, або  тематичного дослідження, а потім спостерігати за процесом, який використовується для його вирішення.
Деякі інші методи для захоплення неявних знань:
- Навчання у дії[en][19]

Всі ці підходи повинні бути зареєстровані, щоб передати неявне знання в багаторазове явне знання.
Професор Ікужиро Нонака запропонував SECI (Соціалізація, екстерналізація, комбінації, інтернаціоналізація) модель, одну з найбільш цитованих теорій в галузі управління знаннями, щоб представити спіралі процесів взаємодії знання для взаємодії між явними і неявними знаннями.
- «IRG Рішення — ієрархічна некомпетентність і як подолати це» стверджувало, що неявне знання, по суті, це властивість соціальних мереж і що багато неявних знань міститься в ній, і передаються завдяки неофіційній латеральній комунікації[en] між членами мережі.